# Spoltore
Spoltore – miejscowość i gmina we Włoszech, w regionie Abruzja, w prowincji Pescara.
Według danych na rok 2004 gminę zamieszkiwało 15 457 osób, 429,4 os./km².